# Gestion des boues de vidange
Pour les articles homonymes, voir GBV.

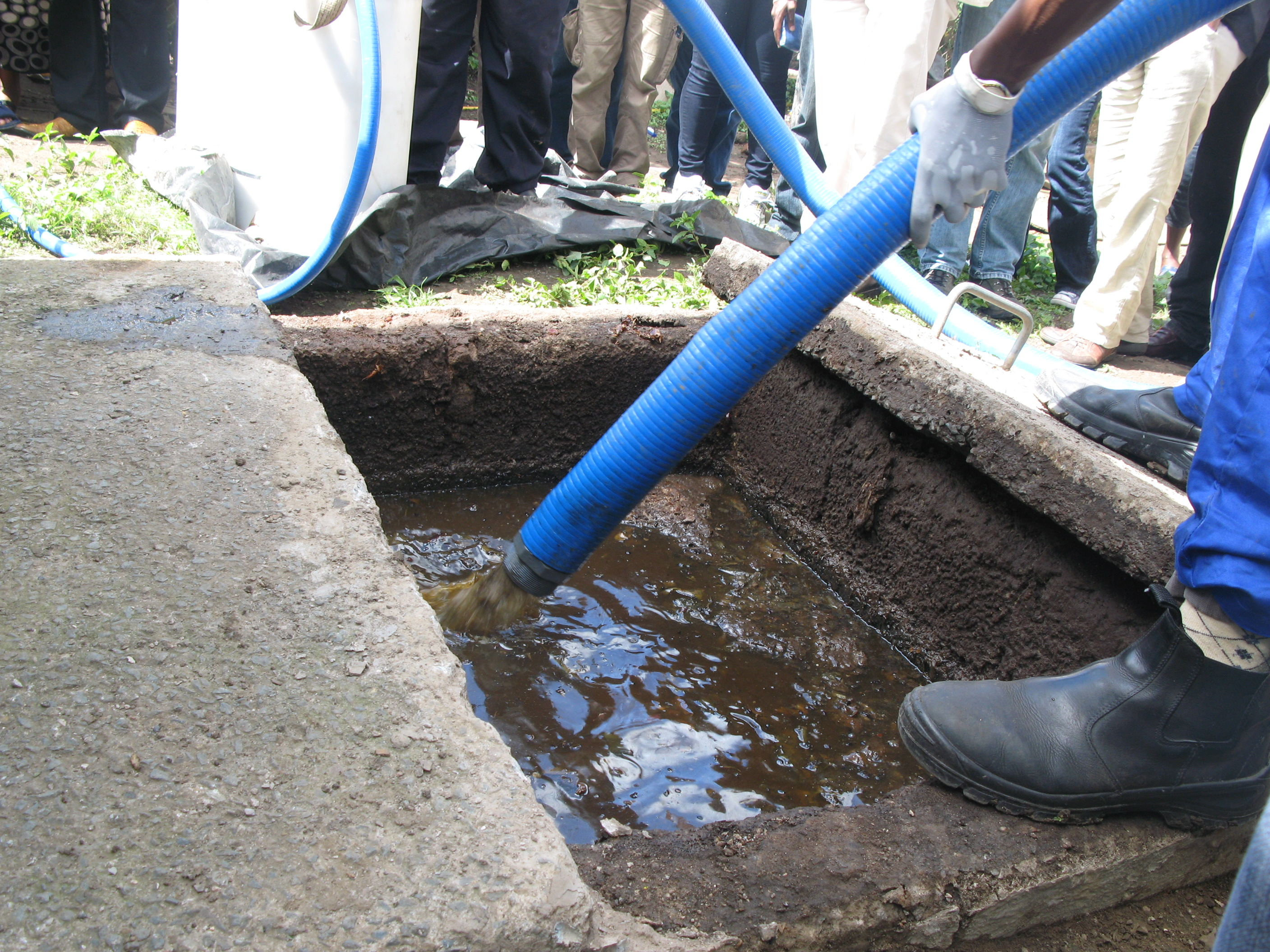
Démonstration d'une nouvelle pompe pour vidanger les boues d'une latrine à fosse, près de Durban, en Afrique du Sud

La gestion des boues de vidange (GBV), aussi appelée gestion des boues fécales, désigne la façon de gérer le contenu des fosses septiques et fosses de latrines, dont la vidange, le transport et le traitement. Elle s'occupe du mélange d'excréments humains et d'eau qui est stocké dans les systèmes décentralisés, par opposition aux eaux usées transportées dans les égouts et aux boues d'épuration qui en proviennent. La GBV est particulièrement importante dans les zones fortement peuplées des villes où les habitants n'ont pas accès au réseau d'assainissement, ce qui est le cas de la plupart des habitants des villes des pays en développement.  La GBV est un service normalement fourni par les municipalités ou les opérateurs d'eau, qu'ils soient formels ou informels. Cependant, dans de nombreux pays en développement, ce service n'est pas fourni ou de manière partielle, posant de graves problèmes de pollution des eaux de surface et souterraines, avec des conséquences pour la santé des populations.
Dans les programmes visant à développer ces services, la vidange des boues s'effectue soit à la demande, soit à un rythme prédéterminé. Si les boues sont suffisamment liquides (comme dans les fosses septiques), elles sont aspirées par une hydrocureuse ou des pompes centrifuge. Les boues plus compactes et visqueuses provenant des latrines, et contenant souvent des déchets solides, doivent être pompées avec des outils plus variés, qu'ils soient manuels ou mécaniques. 
Les boues ainsi vidangées peuvent être transportées vers des stations de traitements via des hydrocureuses, des camions-citernes ou même par charrette. Des stations de transferts sont aussi utilisées. 
Les boues devraient être idéalement traitées dans des stations dédiées, et non pas avec les eaux usées des stations d'épuration, à moins qu'elles ne se soient conçues à cet effet. Plusieurs technologies de traitement existent, comme le lagunage, la digestion anaérobie, et la phytoépuration. Le traitement crée des produits potentiellement réutilisables, comme les effluents liquides traités pouvant être utilisés dans l'irrigation, les biosolides comme amendement du sol dans l'agriculture, le biogaz, le biogazole, et l'électricité. Leur réutilisation permet de réduire les coûts de traitement, et donc les tarifs d'assainissement. La réutilisation de certains produits tels que biogaz et biogazole reste difficile en pratique pour l'instant. 
La vidange, le transport, le traitement et la réutilisation des boues est collectivement appelée la "chaîne de valeur de l'assainissement". 

## Terminologie

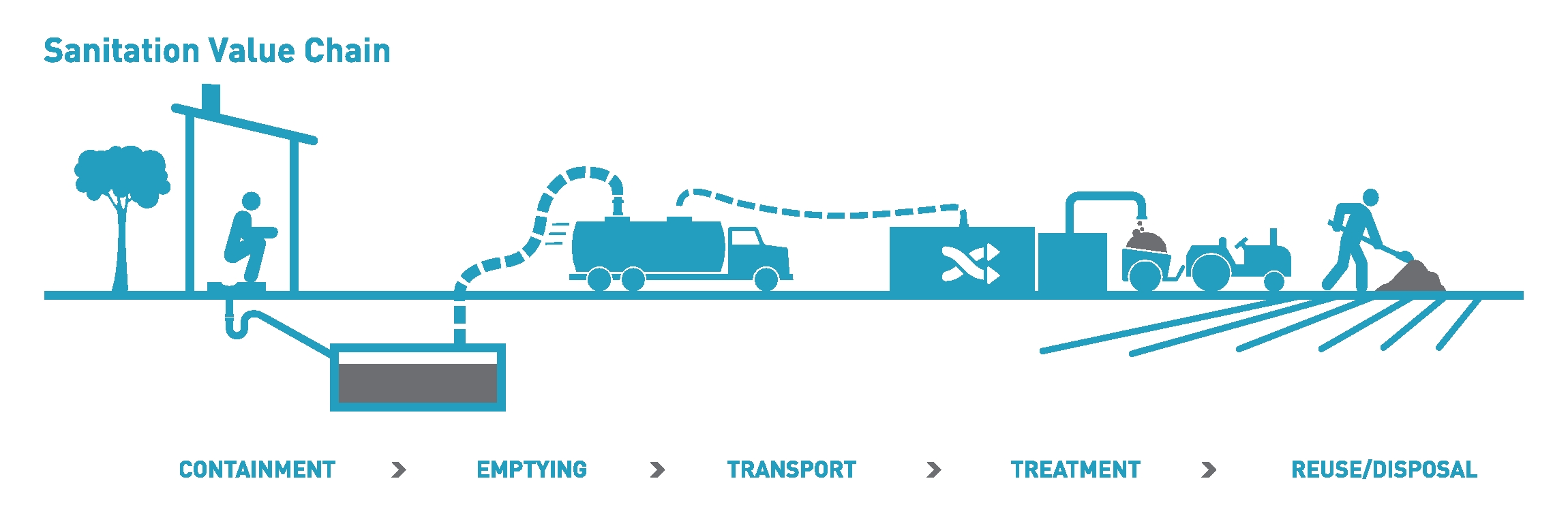
Illustration de la chaine de valeur de l'assainissement, de la vidange à la réutilisation en passant par le transport et le traitement.

La gestion des boues de vidange dans les pays en développement désigne des programmes permettant de fournir des services hygiéniques de vidange de fosses, ainsi qu'une épuration appropriée et la réutilisation des biosolides si possible. Cela peut inclure diverses options de traitement sur site et décentralisées, et le rejet ou le stockage des produits comme le biogaz, le compost, et l'énergie. 
Les fosses des toilettes à fosse se remplissent progressivement de boues, qui doivent donc être vidangées. Cependant, dans le cas des toilettes sèches (qui sont conçues pour une vidange facile, notamment celles qui séparent fèces et urines), le contenu s'apparente davantage à du compost. Dans le cas des toilettes comme l'Arborloo, le contenu de la fosse n'a pas à être vidangé car un arbre est planté directement au-dessus de la fosse pleine. Ainsi, les boues de vidange peuvent être définies comme les excréments qui ont besoin d'être extraits avant d'être traités. 

## Généralités

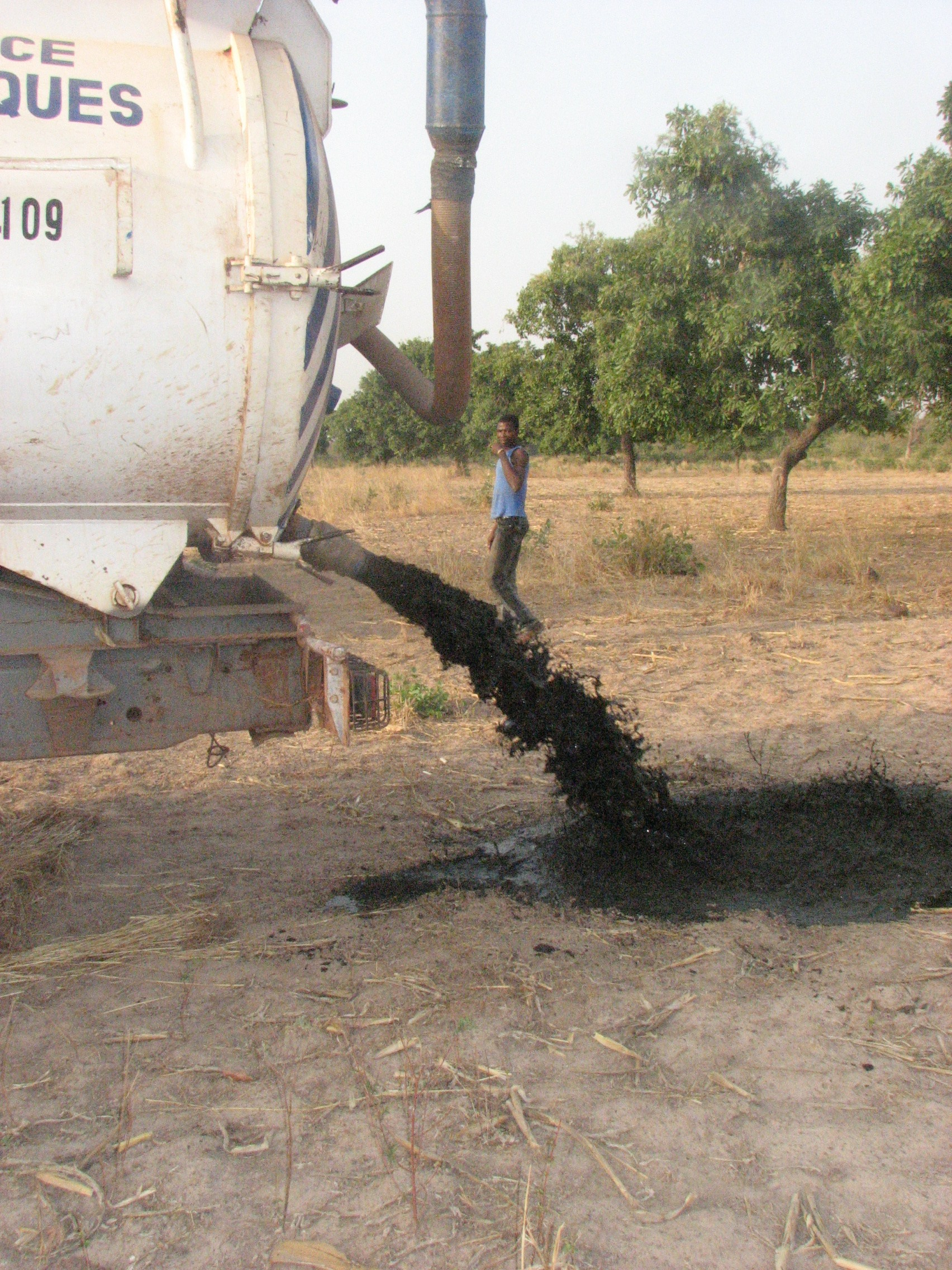
Absence de gestion des boues : Dépotage sauvage de boues dans l'environnement au Burkina Faso.

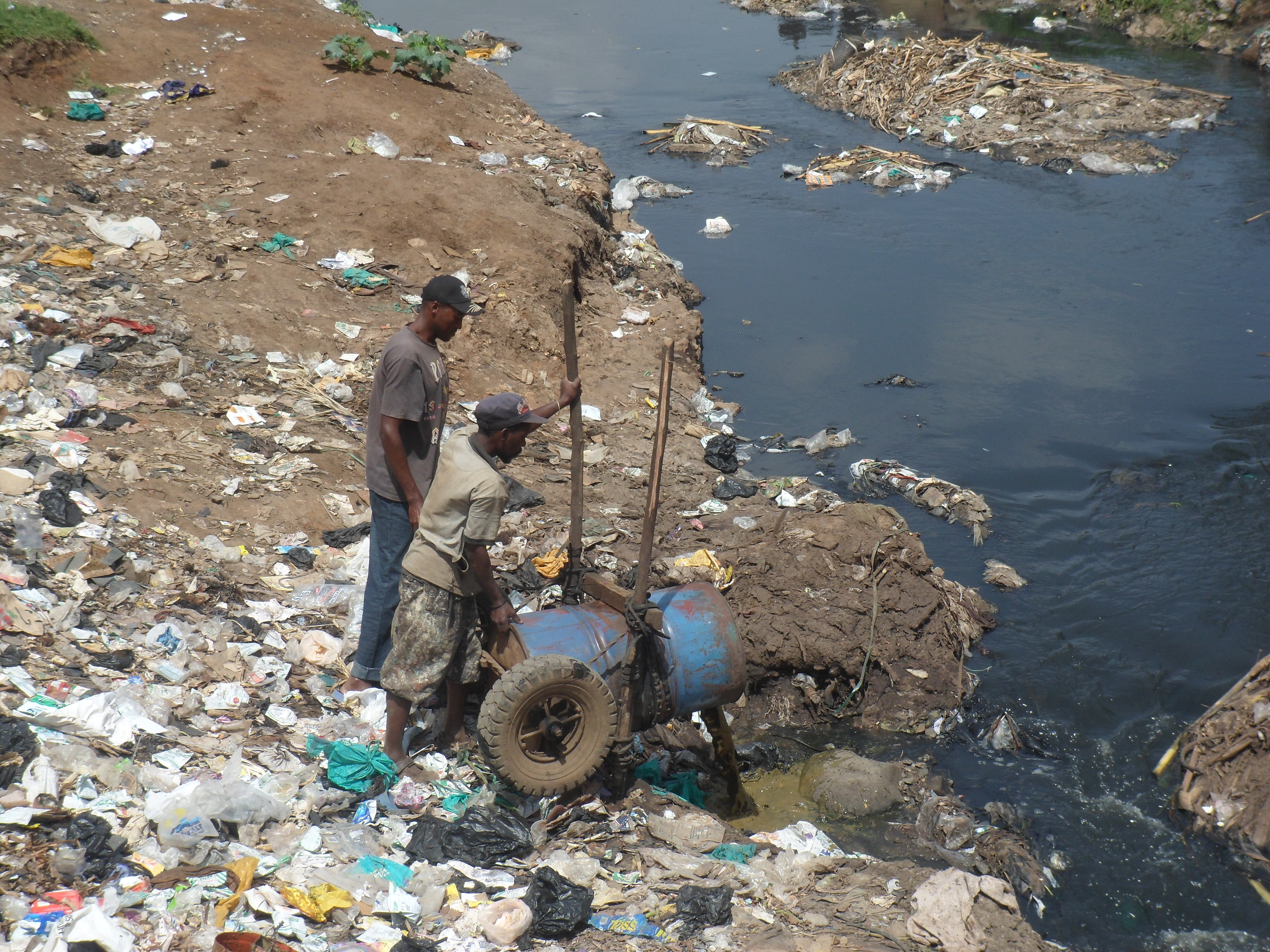
Absence de gestion des boues : les boues vidangées des toilettes sont déchargées dans une rivière, dans le bidonville de Korogocho à Nairobi, Kenya.

La sensibilisation au problème de l'assainissement et en particulier de la gestion des boues s'est accrue depuis le début des années 2000, notamment en Afrique et en Asie,. Il existe en particulier de grands programmes de recherche et de développement, financés entre autres par la Fondation Bill et Melinda Gates.
Dans de nombreux pays en développement, les boues ne sont pas bien gérées voire pas du tout. Ceci est notamment dû à la faible prise en compte de l'assainissement ; au manque de fonds pour l'achat et la maintenance d'équipements tels que camions et stations d'épuration ; et au manque de connaissance des étapes requises pour améliorer ce domaine. Les toilettes finissent par déborder et les fosses septiques polluent leur environnement immédiat, et les matières fécales et leurs pathogènes contaminent l'environnement.

### Objectifs

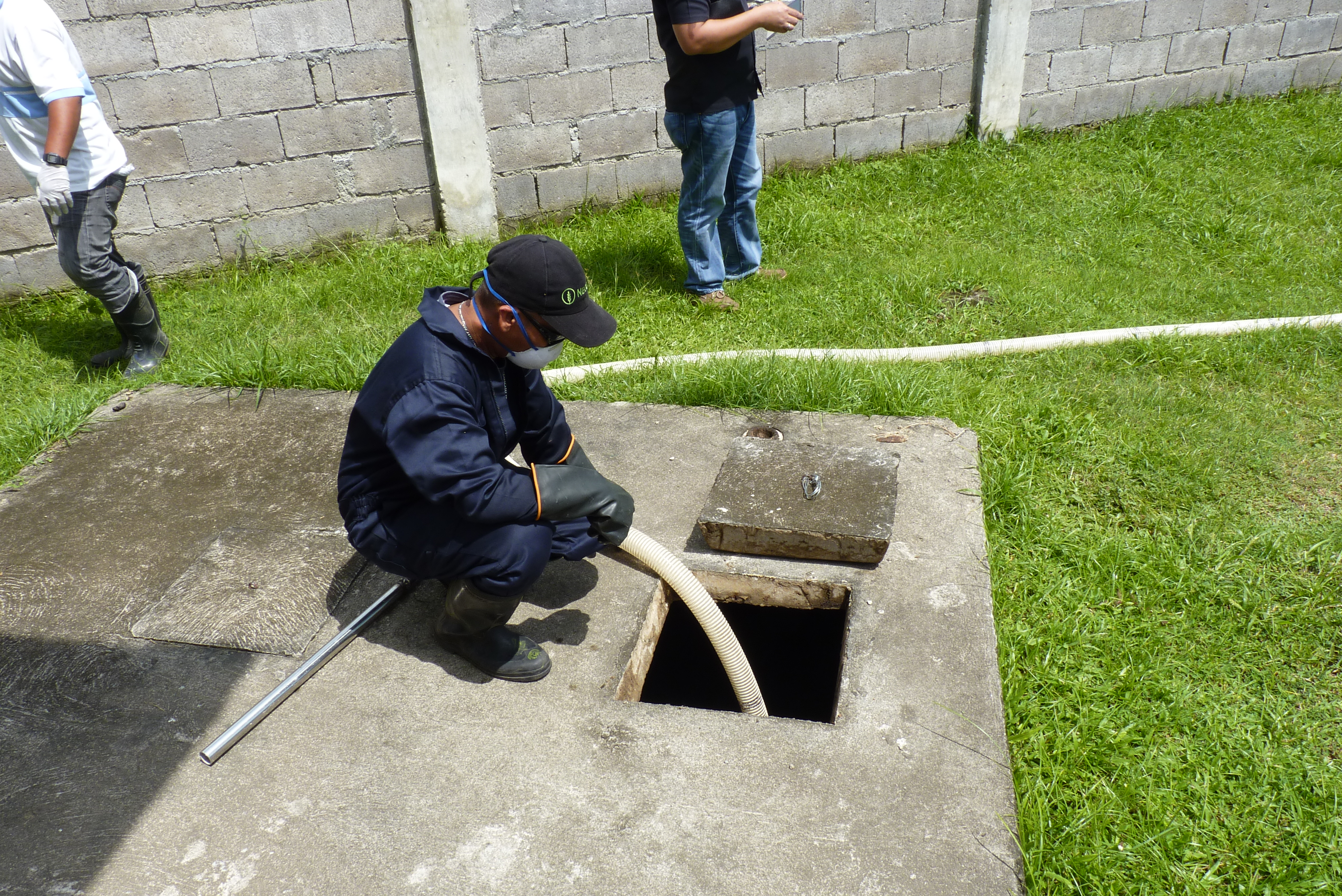
Vidange des boues en utilisant des équipements de protection individuelle à Dumaguete, Philippines

Dans les pays en développement, les programmes de GBV ont généralement pour buts :
- Améliorer la fonctionnalité des toilettes et minimiser la potentielle contamination par contact avec des pathogènes ;
- Minimiser les odeurs, les nuisances, et le dépotage de matières organiques de fosses débordantes ;
- Permettre d'améliorer progressivement les latrines ;
- Permettre la réutilisation de produits traités, dont les engrais du compost ;
- Stimuler le développement économique et la création d'emplois dans les communautés ciblées, et prendre en compte les problèmes de stigmatisation et de santé qui affectent les vidangeurs.

les programmes de GBV peuvent aider à améliorer l'assainissement plus généralement, en encourageant l'achat de toilettes ayant besoin de vidanges moins fréquentes, ces vidanges pouvant être coûteuses pour les habitants. En théorie, ils peuvent aussi entrainer un développement économique, par exemple pour les vendeurs de toilettes et creuseurs de fosses, les installateurs de fosses septiques, les vidangeurs, etc.
Les produits peuvent être revendus et incluent l'eau partiellement traitée pour l'agriculture, les amendements du sol, le biogaz, le biogazole et l'électricité. S'il existe de nombreux projets pilote, peu ont démontré leur efficacité à plus grande échelle.

### Facteurs de succès

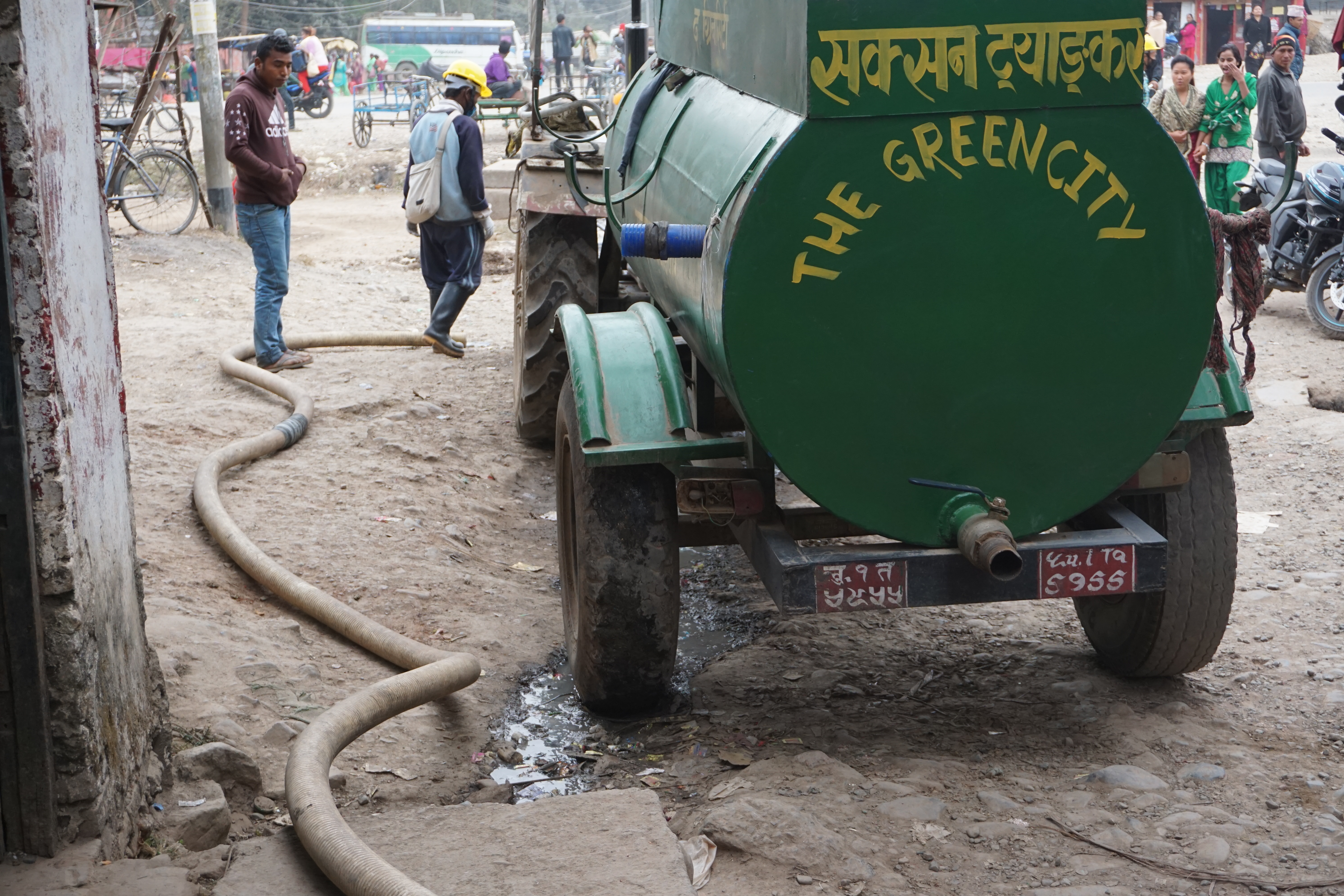
Camion de vidange (hydrocureuse) en action au Népal

Les services de GBV peuvent être fournis à la demande (quand un client appelle pour demander une vidange), ou à travers un programme de vidanges régulières. Les autorités locales peuvent aussi imposer des inspections et vidanges régulières.
Les éléments qui ont contribué à la réussite de programmes de GBV incluent : 
- Des vidanges régulières ou à la demande, selon les inspections.
- Des tarifs pro-pauvres et représentatifs du coût réel du service.
- Des campagnes de promotion qui améliorent la volonté de payer pour ces services.
- Des technologies appropriées par rapport aux capacités et aux réalités du terrain.
- Un cadre favorable, notamment les politiques publiques, les règles, procédures, etc.

Oxfam a notamment fait des recherches et du plaidoyer dans ce domaine, et documenté les étapes d'un programme réussi.

### Caractéristiques des boues fécales
Les boues fécales sont la combinaison de matières fécales humaines, d'eaux usées, de déchets ménagers et de débris, accumulés au fond des fosses de latrines et des fosses septiques. Ce sont des matières dangereuses et toxiques, contenant des pathogènes, des odeurs nauséabondes, causant une grave pollution des eaux souterraines et de surface. Leurs caractéristiques varient selon le climat, les types de toilettes, le régime alimentaire et d'autres variables. La caractérisation des boues fécales aide à comprendre les conditions locales et donc à concevoir les dimensions des stations d'épuration ainsi que la valeur potentielle des produits.
Les paramètres mesurés couramment incluent : la DBO, les solides en suspension, le % de solides, le sable, la DCO, l'ammonium, les graisses et huiles, l'indice de décantation des boues, le pH, et l'alcalinité.
Lors de la conception de systèmes d'épuration, on utilise souvent des valeurs par défaut, tels d'une DBO de 2 000 mg/L, et 5 000 mg/L de solides suspendus. Si ces données ne sont pas disponibles, une étude de caractérisation des boues est conduite.
Les caractéristiques des boues fécales sont influencées par :
- Les méthodes de dépotage utilisées (par exemple certaines ajoutent de l'eau ou des produits chimiques).
- L'efficacité des pompes utilisées, notamment la profondeur atteinte.
- Les saisons, par exemple l’infiltration d'eau pendant une saison des pluies.
- La durée entre les dépotages et donc l'âge des boues

Davantage de données commencent à être disponibles dans les pays en développement.

## Pratiques actuelles

### Villes

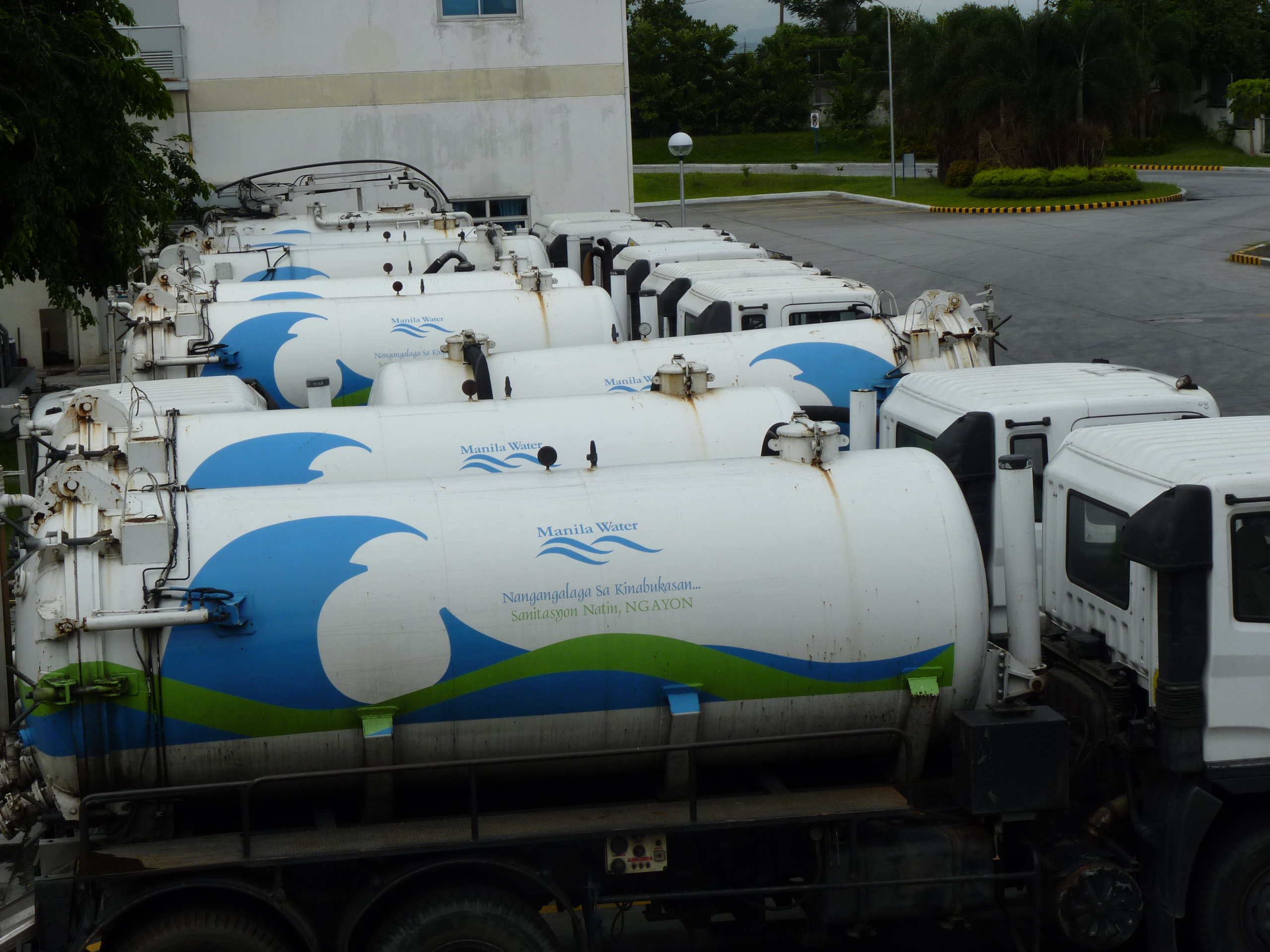
Flotte d'hydrocureuses utilisées pour la vidange des boues par Manila Water à Manille, Philippines.

La GBV est un service municipal critique dans les villes en développement, dans lesquelles l'assainissement sur site prévaut sur les égouts. Les programmes municipaux utilisent plusieurs stations d'épuration, des stations de transfert mobiles ou fixes, et délèguent souvent une partie des services à des PME. 

### Zones périurbaines
Les zones périurbaines sont souvent moins densément peuplées que les centres-villes et donc ont souvent plus de terrains disponibles pour l'installation de toilettes, et sont plus loin des égouts potentiels. Si l'installation d'égouts ne semble pas possible à moyen terme, alors un assainissement non collectif (systèmes d'égouts simplifiés ou condominiaux, ou vidange des fosses) doit être mis en place/ La GBV est alors essentielle pour ces services.

### Zones rurales
En zone rurale, les boues de vidange ne posent pas forcément de problème si les fosses pleines peuvent simplement être comblées et les toilettes placées sur une autre fosse. Pour les systèmes ayant besoin de vidange (fosse septique, latrine inamovible), les services peuvent être plus difficiles à organiser étant donné les plus longues distances et donc la plus faible rentabilité.

## Conception

### Sélection de l'opérateur de services GBV
Les opérateurs de GBV peuvent inclure l'opérateur d'eau officiel de la ville (public ou privé), la municipalité, ou opérateurs informels. S'il existe un bon accès à l'eau, l'opérateur d'eau ajoute souvent un tarif d'assainissement aux factures d'eau, permettant de mettre en place un système de GBV. C'est le cas des plus grandes villes.
Si l'opérateur d'eau n'effectue pas ce service (par exemple s'il n'est mandaté que pour s'occuper d'égouts), la municipalité peut l'effectuer, notamment dans les plus petites villes. 
Les services peuvent être délégués à des opérateurs privés,  notamment à travers des contrats pour fournir des services de vidange dans des quartiers définis, ou pour gérer les stations d'épuration. Dans de nombreuses villes en développement, il existe aussi de nombreux vidangeurs informels effectuant des vidanges sauvages, à un tarif bien moindre.

### Synergie avec d'autres programmes
Les GBV n'est qu'un des services d'assainissement, qui incluent aussi :
- La gestion des déchets ménagers ;
- Le drainage et la gestion des eaux grises ;
- La collecte des eaux usées et leur traitement ;
- La sécurité hydrique et
- La sécurité alimentaire.

Il existe de nombreuses synergies entre ces services et la GBV. Par exemple les déchets ménagers peuvent être brûlés avec des boues partiellement séchées, les déchets organiques peuvent être co-compostés avec les boues pour produire de l'engrais ; les graisses et huiles peuvent être ajoutées à un biodigesesteur pour améliorer la production de méthane.

## Infrastructure et technologie

### Choix des technologies

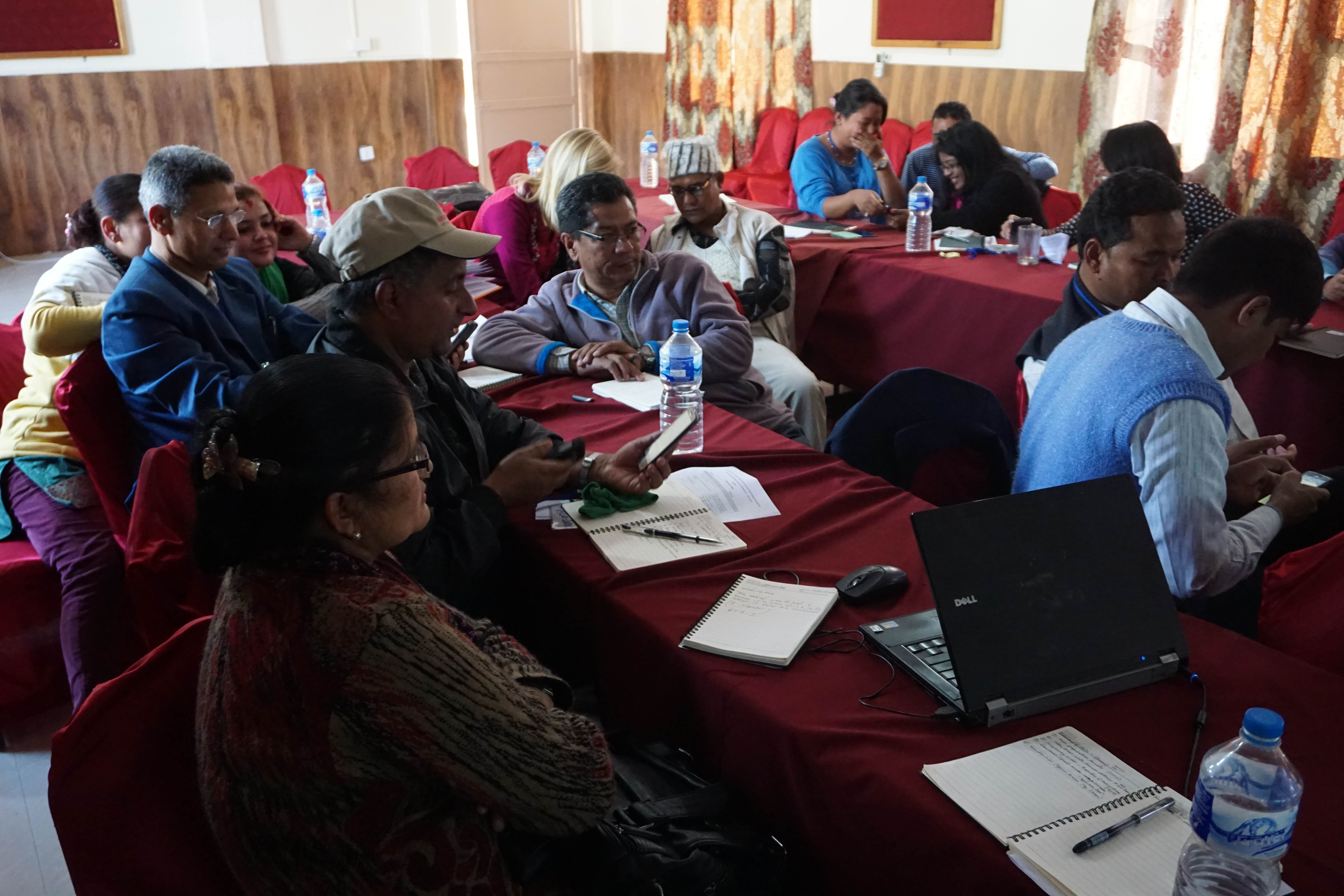
Formation d'enquêteurs au Népal pour établir les besoins en matière de GBV.

Les technologies peuvent être choisies à travers un processus rigoureux, notamment par un processus collaboratif impliquant les communautés cibles et l'opérateur, et ayant pour bu tune vision de l'assainissement municipal. Il faut savoir la quantité de boues à collecter et traiter, leurs caractéristiques et leur variabilité suivant la géographie. La participation des communautés permet leur adhésion, notamment pour la volonté de payer pour un nouveau service.

### Véhicules et équipement de vidange

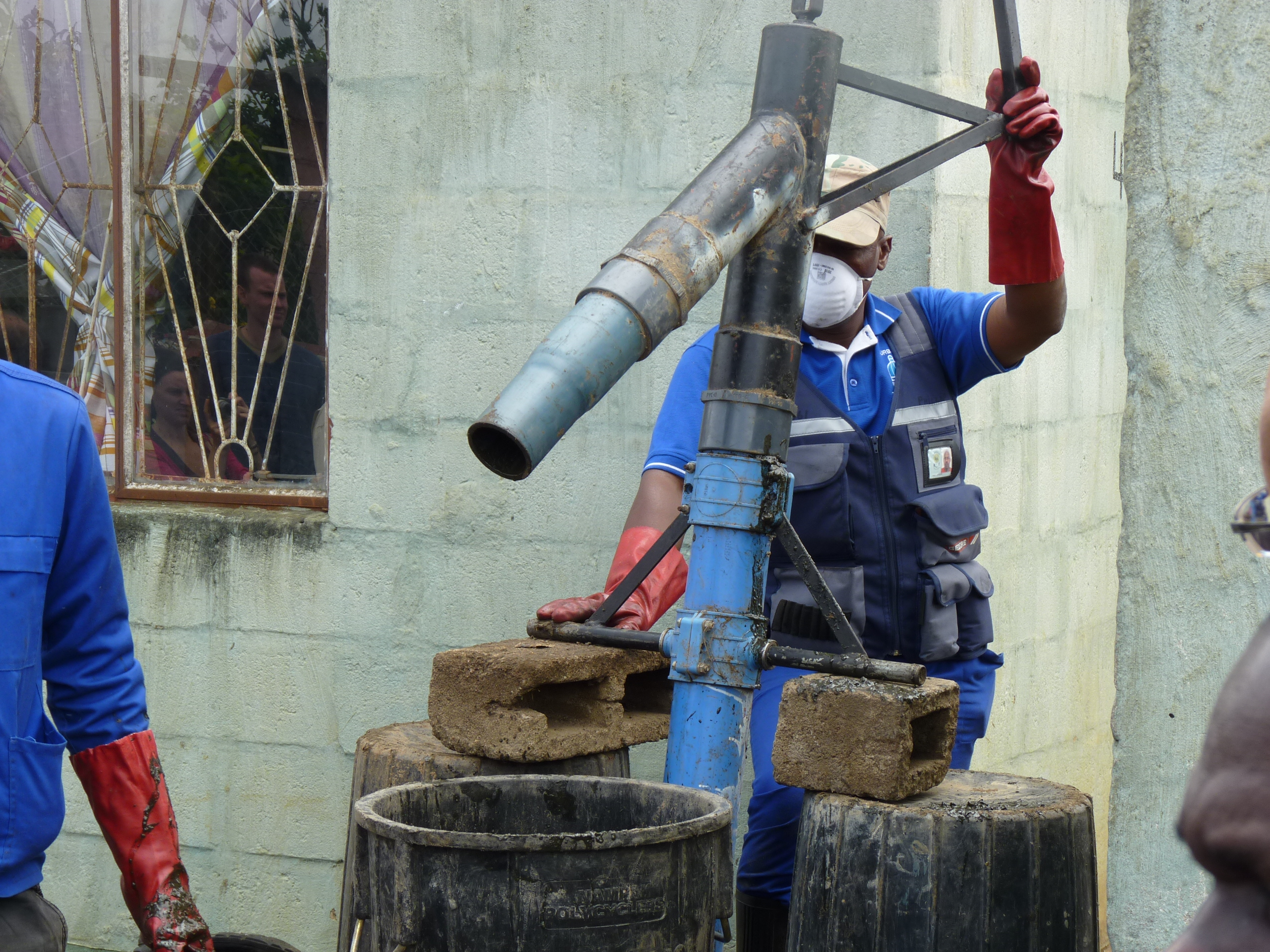
Le "Gulper", une pompe manuelle pour fosses, utilisée à eThekwini (Durban), l'Afrique du Sud.

Les boues qui ont passé plusieurs années dans une fosse peuvent être très dures et difficiles à aspirer. Il est encore courant de voir des vidangeurs, souvent informels voire illégaux, entre dans les fosses pour les vider à la pelle, même si c'est pratique est illégale et dangereuse. Plusieurs pompes à faible coût ont été développées dans ce but, mais la plupart sont au stade expérimental, notamment le Gulper, l'excrevator, l'eVac, etc.
Les boues fécales peuvent aussi être traitées directement dans la fosse, par exemple par un processus de stabilisation à la chaux, permettant un pré-traitement avant vidange, testé par iDE au Cambodge depuis 2010. Une fois vidangées, les boues sont transportées pour un traitement secondaire.
Certaines hydrocureuses et stations de transfert peuvent sécher partiellement les boues, et rejeter ces eaux dans un égout. Ainsi les boues peuvent être traitées plus facilement.

### Stations de transfert
Les stations de transfert permettent aux vidangeurs de dépoter leur chargement de boues quand les stations d'épuration sont trop loin pour eux, ou quand le trafic ou l'interdiction de camions à certaines heures les empêchent d'accéder à certains quartiers. Les bidonvilles, dans lesquels les camions peuvent difficilement accéder, sont aussi un endroit où les stations de transfert peuvent être utilisées. 

#### Stations de transfert mobiles
Les stations de transfert mobiles sont tout simplement des camions ou des remorques, dans lesquels les petits vidangeurs (utilisant des charrettes ou de petits véhicules motorisés) dépotent leurs boues ; le camion dépote ensuite le chargement à la station d'épuration. C'est un modèle adapté aux vidanges régulières et planifiées.

#### Stations de transfert fixes
Les stations de transfert fixes sont des installations dédiées, et situées stratégiquement de façon à servir au dépotage des boues, notamment des petits opérateurs. Elles peuvent inclure un poste de dépotage avec grilles, un réservoir pour les boues, et des conteneurs pour les déchets solides.

### Stations d'épuration

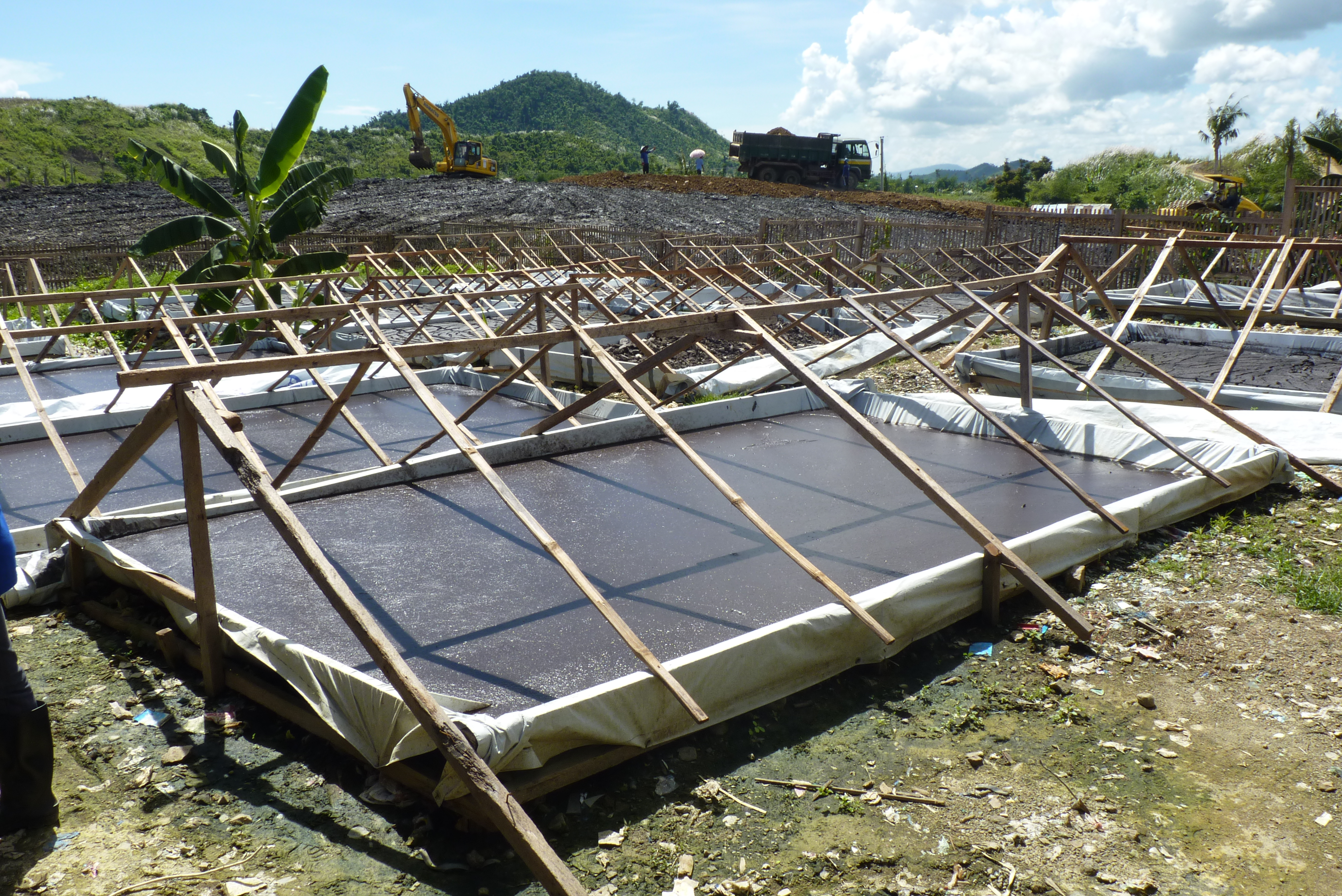
Lits de séchage sur un programme d'urgence d'Oxfam aux Philippines

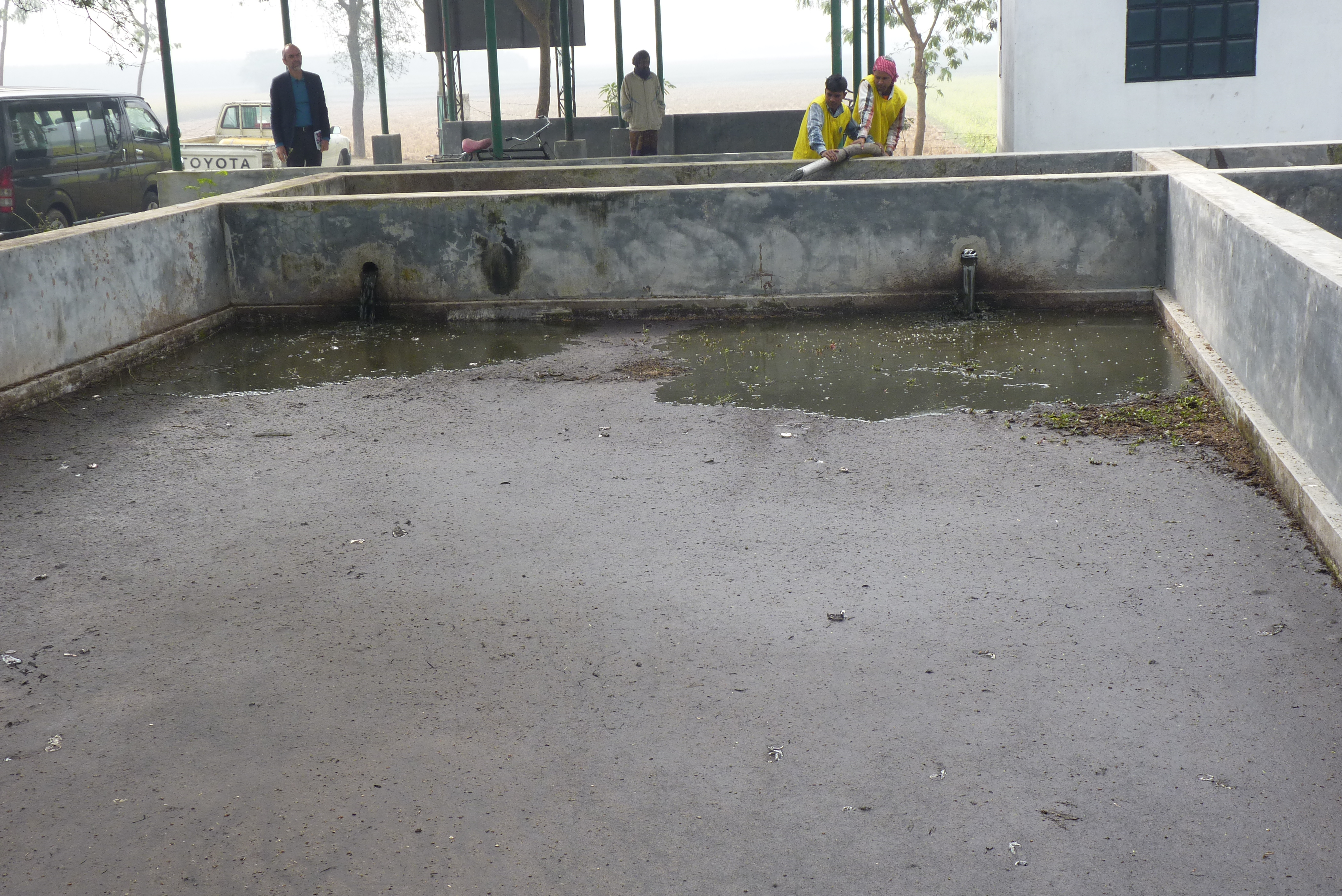
Lit de séchage au Bangladesh

Le traitement des boues fécales consiste généralement en une série d'étapes pour séparer les liquides des solides, et traiter chaque partie pour récupérer le plus d'énergie ou de valeur nutritive possible. Les processus les plus courants incluent :
- Le dépotage, où les camions déchargent leurs boues
- Le traitement préliminaire, avec notamment des grilles pour enlever les détritus, le sable et les graisses.
- Le traitement primaire, permettant la séparation solide / liquide par moyens physiques ou par digestion microbienne
- Le traitement des liquides, s'apparentant au traitement des eaux usées avec notamment le lagunage, la phytoépuration et la méthanisation.
- Le traitement des solides, de façon à permettre la réutilisation si possible.

Les lits plantés et marécages artificiels sont des technologies à faible coût gagnant de l'attention pour le traitement des boues de vidange.

#### Technologies émergentes
Les nouvelles technologies de traitement des boues fécales comprennent : 
- Les procédés thermiques, à travers des procédés similaires à ceux des boues d'épuration.
- La production de biogazole en utilisant les graisses.
- La production d'électricité en brûlant les boues (et parfois les déchets solides ensemble).

### Traitement et réutilisation des produits

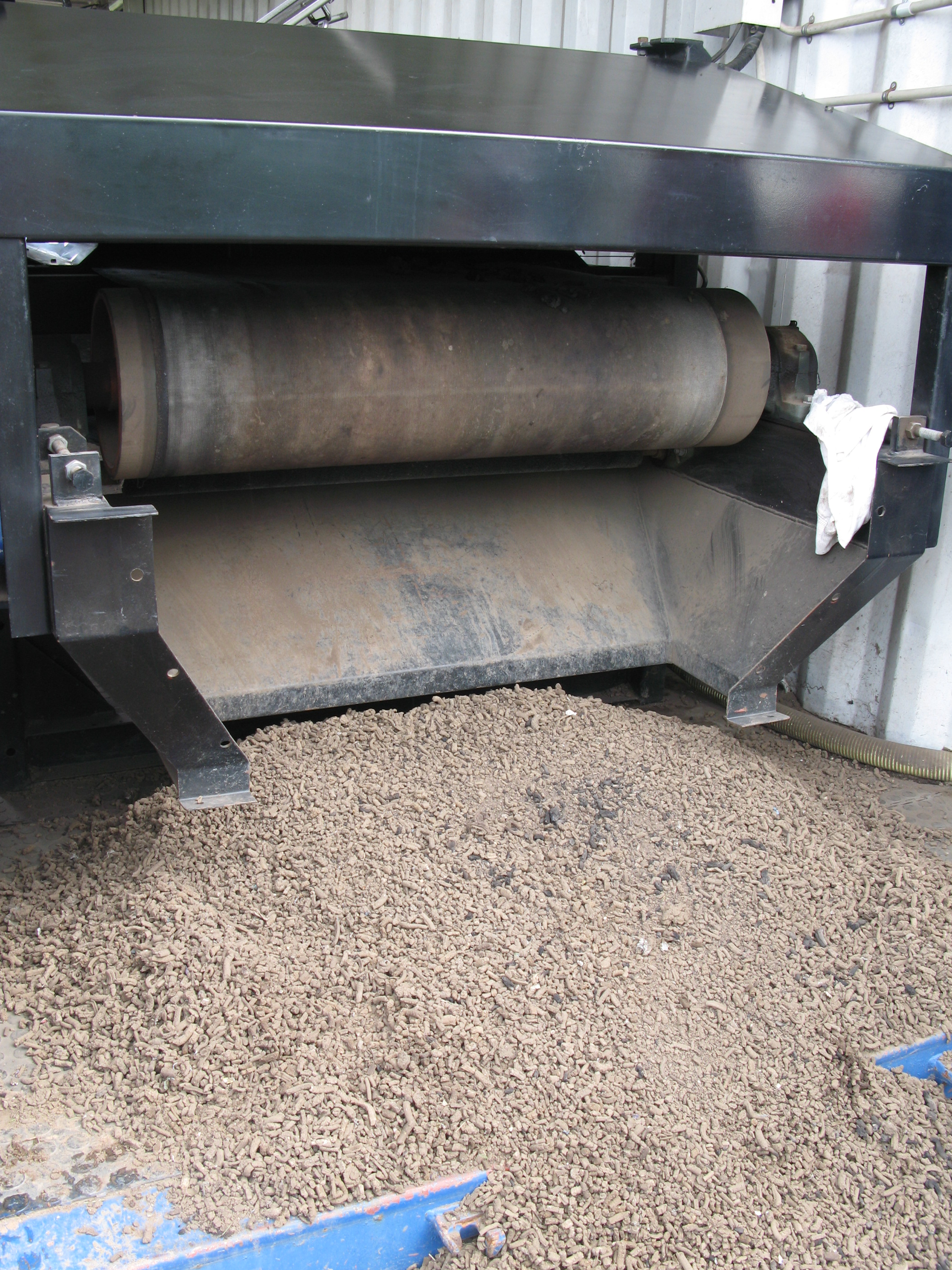
Des boues granulées après traitement (chauffage, séchage et granulation) dans un LaDePa processus, à eThekwini (Afrique du Sud)

Le compostage est le processus par lequel la matière organique est digérée en présence d'oxygène et en générant de la chaleur. Avec les boues fécales, la chaleur désactive les pathogènes et la digestion transforme les boues en matière similaire à l'humus, pouvant être utilisée comme amendement du sol contenant des nutriments pouvant être absorbés par les plantes. 
Les biosolides produits à partir de boues sont riches en azote. Mélangés à des matériaux riches en carbone, comme les déchets issus de l'agriculture, ils compostent encore mieux. 
Le biogaz est un sous-produit de la digestion anaérobie.
Les effluents traités peuvent être utilisés pour l'irrigation.

## Coût et tarifs
la GBV est un point d'entrée pour améliorer l'assainissement. Ces améliorations passent par la collecte de tarifs et leur régulation progressive. On peut trouver des tarifs par vidange, ou bien des tarifs régulier, par exemple de l'ordre de 1$ par famille et par mois, permettant d'accomplir un retour sur investissement entre 3 et 7 ans.